# Afonso Sardinha
Il y eut deux Afonso Sardinha, père et fils, tous deux connaisseurs de minéraux et engagés dans leur recherche.

## La terre
En 1589, lors d'une excursion, ils découvrent du minerai de fer au pied de la colline (Morro) Araçoiaba (proche de la cité actuelle de Sorocaba),. Afonso Sardinha, le Vieux, mourut après son fils en 1616. Cependant, il n'y a pas de preuve, sauf un écrit de  Pedro Taques, qu'il était présent lors de la découverte du gisement de minerai de fer de Araçoiaba et de la construction de l'usine de fer.

## Afonso Sardinha le Vieux
On ne sait pas quand Afonso Sardinha, portugais, arriva au Brésil dans la Capitainerie de São Vicente. De même, on ne sait pas où et quand il est né. Il fut probablement  un des plus vieux habitants de la capitainerie. Dans son testament, il cite des papiers de crédit sur des transactions du type de ceux de quelqu'un qui négoce des charges et des navires. Arrivant à São Paulo à une date ignorée mais antérieure à 1570, il monta un dépôt de sucre et acheta plusieurs maisons qu'il louait au clergé. Finalement, il acheta une grande fazenda et selon ce que l'on disait, c'était un homme riche. Il faisait venir d'Afrique des nègres comme esclaves et envoyait des marchandises à la métropole au moins une fois par an. Analphabète comme quasi tous, il signait avec une croix à trois branches. Son testament du 13 novembre 1592 décrit ses biens, spécialement, une grande fazenda qui, selon certains, serait dans la région de Parnaíba. Il était marié avec Maria Gonçalves. Il n'avait pas d'enfants avec elle mais en avait un illégitime avec une indienne.
Il apparaît pour la première fois dans les Livres d'Actes et de Registres de la Chambre municipale de São Paulo en 1575 lorsqu'il débuta comme chargé de fixer le prix des denrées. Puis de 1576 à 1577, son nom apparaît comme conseiller communal (vereador). Entre 1578 et 1586, on n'en retrouve par de trace. En 1587, il fut élu juge et était encore vereador. Il entra en fonction le 27 janvier. En 1592, il fut désigné pour commander un groupe qui rentra dans la brousse pour arrêter les invasions des indiens. Alias, en 1585, il prit part à l'expédition de Jerônimo Leitão  du côté de Paranagua pour combattre les indiens Carijos.
Le 9 juillet 1615, avec sa femme Maria Gonçalves, il fit don à l'autel de Notre-Dame-de-Grâce du collège Saint-Ignace de la villa São Paulo de tous ses biens meubles et immeubles parce qu'ils étaient  mariés depuis 60 ans sans héritiers. Afonso Sardinha le Jeune qui était bâtard était déjà décédé.

## Bandeirantes
Plusieurs fois il commanda des expéditions militaires contre les Indiens. Jusqu'en 1593, il ne participa à aucune "entrada" pour chasser les Indiens ou rechercher de l'or. Il se réservait plutôt aux affaires commerciales et habitait à la Vila São Paulo, mais il fut un bandeirante. Il a même été nommé « Capitaine des Gens de São Paulo » pour s'occuper de la défense de la Vila contre les incursions et en finir avec les envahisseurs indiens.

## La grande affaire: forger le fer
En 1591, à la mine de la colline (Morro) Araçoiaba, il installa la première sidérurgie : deux fours rustiques et une forge pour la production de fer. L'entreprise de Sardinha représentait une grande prouesse mais, sans évoluer, il termina ses activités aux-environs de 1628, terminant ainsi le premier cycle d'exploitation d'Ipanema (Sorocaba). Ce fait valu à Afonso Sardinha le titre de «Fondateur de la Sidérurgie brésilienne».
En 1597, deux nouvelles petites forges furent construites aux-environs d'Ipanema. Cependant par le Traité Methuen de 1597, entre l'Angleterre et le Portugal, ce dernier fut obligé de détruire ses manufactures en Europe et dans ses colonies, décourageant n'importe quelle entreprise contenant des forges.

## Afonso Sardinha le Jeune
Afonso Sardinha, le Jeune ou le Mamelouc, avait accompagné son père dans toutes ses actions et mourut pauvre dans le sertão durant une expédition guerrière.
D. Francisco de Souza avait envoyé à l'intérieur, Bento Maciel Parente et Diogo Martins Cão pour rechercher les métaux. N'obtenant pas de résultats, il ordonna trois «entrées» en 1596, partant de la Serra dos Aimorés (celle de Diogo Martins Cão), des côtes de Paraty (celle de Martim Correia de Sá) et de São Paulo (celle de João Pereira de Souza). Domingos Rodrigues, fondeur de fer amené par D. Francisco de Souza du Portugal, qui en commanda une partie, circulant vers le bassin de l'Amazone et par le bassin du Rio São Francisco pénétrant  dans le territoire actuel de Goias et arrivant dans la région de Paraupava.
Dom Francisco arriva à São Paulo en mai 1599 avec une grande escorte et visita les mines d'Afonso Sardinha -le-Jeune : Bacaetava, São Roque et Jaraguá.
Dom Francisco, en 1601, nomma Diogo Gonçalves Laço capitaine des mines d'or et d'argent d'Ibiraçoiaba: à l'occasion il reconnut Afonso Sardinha le Jeune comme découvreurde ces mines avec Clemente Alvares.
Son testament de 1604 fut écrit par le père  João Alvares, un des aumôniers. Dans celui-ci, il déclare qu’il possède 80 000 cruzados d’or en poudre, enterré en bouteilles d’argile. Il prétend avoir découvert des mines d’or dans la Serra de Jaguamimbaba (aujourd’hui Mantiqueira), dans celle de Jaraguá, aux environs de São Paulo, dans celle de Vuturuna, près de la villa  de Parnaíba, et dans celle Hiriraçoiaba ou Araçoiaba près de Sorocaba ; il construisit aussi deux usines de fer où il a fondu beaucoup de ce métal, le tout à ses frais, aux environs de 1590. Il déclarait que, depuis 1592, il habitait à Embuaçava, propriété qu’il avait reçu de son père.
Commençant le cycle de l’or des mines de São Paulo, il découvrit de l’or de 1589 à 1600 dans la serra de la Mantiqueira, à Guarulhos, à Jaraguá, à São Roque et à Ipanema où aussi il a trouvé du fer. Son compagnon dans les recherches était Clemente Alvares homme de terrain. En  1598, avec d’autres Paulistas et plus de  100 indiens, il fit une “entrée” pour attaquer les indiens et découvrir les métaux. On croit que, dans le Minas Gerais, il atteint le sertão du Jeticai. Avec son fils  Pedro Sardinha, qui fut aussi un grand sertaniste, il développa aussi de grands travaux d’exploitation de mines au Jaraguá, mine où il dit qu’il extrait 80 000 cruzados et que son petit-fils  Gaspar Sardinha explorait encore en 1636 avec profit. Il laissa deux enfants  légitimes, Luzia e Pedro. Afonso Sardinha le Jeune mourut dans le sertão en 1604.

## Source
- (pt) Cet article est partiellement ou en totalité issu de l’article de Wikipédia en portugais intitulé « Afonso Sardinha » (voir la liste des auteurs).